# Manuel Gálvez (Autor)

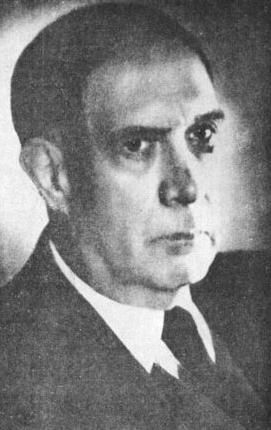
Manuel Gálvez

Manuel Gálvez (* 18. Juli 1882 in Paraná, Provinz Entre Ríos; † 14. November 1962 in Buenos Aires) war ein argentinischer Historiker und Schriftsteller.

## Leben
Gálvez entstammt dem Großbürgertum seines Landes. Seine Familie waren wohlhabende Großgrundbesitzer und einer seiner Vorfahren, Juan de Garay, war maßgeblich an der Gründung von Buenos Aires beteiligt.
Seine Schulzeit absolvierte er am Jesuiten-Kolleg seiner Heimatstadt. Anschließend ging er in die Hauptstadt, um an der dortigen Universität unter anderem Rechtswissenschaften zu studieren. 1904 schloss er sein Studium ab. Im Jahr 1919 heiratete er die Schriftstellerin Delfina Bunge. Sie hatten drei gemeinsame Kinder, darunter die Architektin Delfina Gálvez Bunge de Williams (1913–2014).
Im Alter von 86 Jahren starb Manuel Gálvez am 14. November 1962 in Buenos Aires und fand dort seine letzte Ruhestätte auf dem Friedhof La Recoleta.

## Werdegang
Inspiriert von José Enrique Rodós Werk Ariel und die Kritik am aufsteigenden Utilitarismus in Folge des Spanisch-Amerikanischen Krieges 1898, gründete Gálvez während seines Studiums im Jahr 1903 die Literaturzeitschrift Ideas. Die intellektuelle und politische Ausrichtung der Zeitschrift war anti-positivistisch und traditionalistisch. Gálvez und seine Mitstreiter sahen sich als Hüter der Spiritualität im Angesicht des wachsenden amerikanischen Utilitarismus und Materialismus.
Gálvez reiste mehrere Male nach Spanien, das er als spirituellen Referenzpunkt für die argentinische Identität identifizierte. Er legte großen Wert auf seine Abstammung von den ursprünglichen spanischen Kolonialisten, die im 16. Jahrhundert nach Argentinien gekommen waren. Zusammen mit Ricardo Rojas, der zeitweilig bei Ideas mitwirkte, zählt Gálvez zu den wichtigsten argentinischen Vertretern der Hispanidad-Bewegung, welche auf die Rückbesinnung auf die spanischen Wurzeln in Lateinamerika setzt. Im Laufe seiner Karriere identifizierte sich Gálvez nicht nur mit der Hispanidad-Bewegung, er näherte sich ideologisch auch dem sogenannten nacionalismo an, eine rechtsextreme politische Bewegung in Argentinien.
Gálvez veröffentlichte Werke verschiedener literarischer Genres, darunter Essays, Biografien historischer Persönlichkeiten und Romane. In seinen sozialkritischen Schriften sprach sich Gálvez gegen Einwanderung aus, weil Migranten in seinen Augen nur nach Argentinien kämen, um sich zu bereichern. Diese materialistischen Beweggründe stünden, so Gálvez, im Kontrast zur traditionellen und spirituellen Essenz Argentiniens. Diese Essenz finde sich in den von Gálvez und seinen Mitstreitern oft idealisierten Provinzen Argentiniens, während die Großstädte, vor allem Buenos Aires, der Inbegriff der materialistischen, moralischen Verrohung seien.
Diese Idealisierung der Provinz findet sich auch in Gálvez' Porträts des Diktators Juan Manuel de Rosas wieder. 1938 gründete Gálvez zusammen mit Vertretern des nacionalismo, darunter Roberto de Laferrère, Carlos Ibarguren, Ernesto Palacio und den Brüdern Rodolfo und Julio Irazusta, El Instituto de Investigaciones Históricas Juan Manuel de Rosas. Ziel des Instituts war es Rosas als Idealtypus eines Herrschers darzustellen. Gálvez geschichtsrevisionistische Darstellung des Diktators machte Rosas zum Sinnbild des anständigen, landarbeitenden Gauchos – ein „echter“ Argentinier – der das Land gegen Eindringlinge verteidigt.
In seinen Texten äußerte sich Gálvez aber nicht nur xenophobisch, sondern auch dezidiert antisemitisch. Er befürchtete, dass besonders Juden die spanische, katholische Identität Argentiniens unterwandern könnten. Allerdings wies er den Vorwurf des Antisemitismus zurück, indem er argumentierte, dass er nicht zur Gewalt gegen Juden aufrufe.
Gálvez' Hinwendung zu antidemokratischen Gedanken und speziell dem europäischen Faschismus, lässt sich auch an seiner Faszination für Benito Mussolini erkennen und wird deutlich in seinem Werk Este pueblo necesita (1934), in dem er argumentiert, dass das politische System Argentiniens Ordnung, Disziplin, Hierarchie und Autorität brauche.
Er war zudem ein Bewunderer der spanischen Falange, die faschistische Miliz, die an der nationalistischen Seite unter General Francisco Franco im Spanischen Bürgerkrieg gegen die Republikaner kämpfte. Die spanischen Republikaner, die antiklerikale Tendenzen aufwiesen, wurden von Gálvez und anderen Hispanidad-Vertretern, als Bedrohung für die spanische, katholische Identität angesehen, die für ihr eigenes Selbstverständnis so wichtig war. Nach Francos Sieg und während der darauffolgenden Diktatur in Spanien, erlebte die Bewegung ihre Blütezeit.
Als 1946 Juan Perón in Argentinien an die Macht kam, unterstützte Gálvez dessen Politik, da Perón die Figur des autoritären Herrschers (Caudillo) verkörperte, die laut Galvez essenziell für die Erhaltung der nationalistischen, argentinischen Identität war.

## Ehrungen
Im Stadtteil Recoleta (Buenos Aires) auf der Plaza Vicente López wurde ihm zu Ehren ein Denkmal errichtet.

## Werke
Biographien
- Domingo Faustino Sarmiento.
- Hipólito Yrigoyen.
- Gabriel García Moreno.

Essays
- El solar de la raza.
- La vida múltiple.
- El novelista y las novelas.

Lyrik
- Poemas para la recién llegada.
- El enigma interior.
- Sendero de humilidad.

Romane
- La sombra del convento.
- Nacha Regules.
- Historia de arrabal.

Theaterstücke
- El hombrede los ojos azules.
- Calibán.